# Rill Baxter
Rill Baxter (Sarasota, 26 ottobre 1962) è un ex tennista statunitense.

## Carriera
In carriera ha raggiunto due finali di doppio. Nel 1988 al Lorraine Open in coppia con il nigeriano Nduka Odizor, perdendo da Jaroslav Navrátil e Tom Nijssen per 6-2, 6-7, 7-6 e nel 1989 al Wellington Classic, in coppia con il canadese Glenn Michibata, perdendo da Peter Doohan e Laurie Warder per 3–6, 6–2, 6–3.